# Свангаскар
Свангаскар (дан. Svangaskarð), також називається Тофта Лейкволлур, є багатоцільовим стадіоном у Тофтірі, Фарерські острови з двома футбольними полями та спортивною ареною для легкої атлетики навколо поля. Зараз використовується в основному для футбольних матчів. Стадіон вміщує 6 000 осіб. Він був єдиним, де грала національна футбольна команда Фарерських островів з 1991 року поки у столиці Торсхавн в 1999 році не був побудований стадіон Торсвольлур і дотепер використовується для міжнародних футбольних матчів.

## Історія
Стадіон Свангаскар був відкритий у 1980 році. Тут було лише ґрунтове поле протягом перших кількох років. Об'єкти стадіону були дещо рудиментарними у 1980 році, не було жодної будівлі для розміщення кімнат для перевдягання, просто будинок. У 1984 році побудували кілька зручних приміщень для переодягання, в тому ж році Б68 Тофтір виграв свій перший чемпіонат Фарерських островів. У 1987 році на поле було покладено штучну траву, а два роки по тому, 8 липня 1989 року, додали спортивну смугу навколо футбольного поля вчасно для Острівних ігор, які вперше проходили на Фарерських островах. У 1990—-1991 роках було закладено першу траву. Робота розпочалася в листопаді 1990 року незабаром після того, як Фарерські острови виграли у Австрії в Ландскруні у Швеції. На Фарерських островах не було футбольного поля, що відповідало високим стандартам УЄФА в той час, коли Фарерські острови почали грати в міжнародний футбол. Але жителі Тофтіра хотіли змінити це, тому вони почали модернізувати стадіон і оснастили його всіма необхідними зручностями, які вимагає УЄФА для проведення міжнародних матчів. Вони заклали нове футбольне поле над старим. Столики навколо старого поля були замінені, а нове поле та трибуни були офіційно відкриті 20 жовтня 1991 року, коли національна футбольна команда Фарерських островів зіграла проти спеціально підібраної команди.

## Стадіон зараз
Рекордна відвідуваність футбольного матчу на Фарерських островах була встановлена на стадіоні в 1998 році, коли Фарерські острови виграли 2–1 у Мальти, присутність склала 6642. На стадіоні Свангаскар також проводять домашні матчі Б68 Тофтір і міжнародні матчі команда Фарерських островів.